# Schönberg, Bernkastel-Wittlich
Schönberg là một đô thị ở huyện Bernkastel-Wittlich, trong bang Rheinland-Pfalz, Đô thị Schönberg, Bernkastel-Wittlich có diện tích 5,09 km², dân số thời điểm ngày 31 tháng 12 năm 2006 là 231 người.